# Женская сборная Гайаны по хоккею на траве
Женская сборная Гайаны по хоккею на траве — женская сборная по хоккею на траве, представляющая Гайану на международной арене. Управляющим органом сборной выступает Федерация хоккея на траве Гайаны (англ. Guyana Hockey Board).
Сборная занимает (по состоянию на 6 июля 2015) 42-е место в рейтинге Международной федерации хоккея на траве (FIH).

## Результаты выступлений

### Мировая лига
- 2012/13 — 35-37-е место (выбыли в 1-м раунде)
- 2014/15 — не участвовали

### Панамериканский чемпионат
- 2001—2009 — не участвовали
- 2013 — 8-е место
- 2017 — не квалифицированы

### Игры Центральной Америки и Карибского бассейна
- 1982—2006 — не участвовали
- 2010 — 5-е место[2]
- 2014 — 6-е место